# Joseph Schauers
Joseph Schauers, né le 27 mai 1909 à Philadelphie et mort le 18 octobre 1987 dans la même ville, est un rameur d'aviron américain.

## Palmarès

### Jeux olympiques
- Los Angeles 1932
  -  Médaille d'or en deux barré[1].